# Герман, Григорий Иванович
Григорий Иванович Герман (1917—2006) — полковник Советской армии, участник Великой Отечественной войны, Герой Советского Союза (1943).

## Биография
Григорий Герман родился 26 февраля 1917 года в Житомире в рабочей семье. В 1930 году окончил семь классов школы в Бердичеве, в 1935 году — школу фабрично-заводского ученичества в Виннице, после чего работал трактористом в колхозе. Был избран секретарём комитета комсомола Винницкого облтранстреста. В декабре 1938 года Герман был призван на службу в Рабоче-крестьянскую Красную армию. В 1940 году он окончил Одесскую военно-авиационную школу лётчиков. С 1941 года — на фронтах Великой Отечественной войны. Принимал участие в боях на Северо-Западном и Калининском фронтах, был ранен.
Всё время войны Герман летал на истребителе, только за первые два года войны совершив 202 боевых вылета, приняв участие в 32 воздушных боях, в которых лично сбил 11 вражеских самолётов. С конца августа 1943 года лейтенант Григорий Герман был заместителем командира эскадрильи 42-го истребительного авиаполка 240-й истребительной авиадивизии 3-й воздушной армии Калининского фронта. За шесть дней, с 25 по 30 августа 1943 года, провёл семь боевых вылетов, сбив пять вражеских самолётов. В середине сентября Герман был представлен к званию Героя Советского Союза по распоряжению маршала авиации Александра Новикова, наблюдавшего один из боёв лётчика, в котором тот сбил сразу два самолёта. Всего к тому времени он сбил 21 вражеский самолёт.
Указом Президиума Верховного Совета СССР от 28 сентября 1943 года за «отличное выполнение боевых заданий командования и проявленные в воздушных боях героизм и мужество» лейтенант Григорий Герман был удостоен высокого звания Героя Советского Союза с вручением ордена Ленина и медали «Золотая Звезда» за номером 1070.
По данным исследования М. Ю. Быкова, за годы войны достоверно подтверждены 17 личных побед Г. И. Германа, таким образом данные наградного листа о воздушных победах в представлении его к званию Героя Советского Союза в 1943 году являются несколько завышенными.
Участвовал в освобождении Невеля, боях в Восточной Пруссии. После окончания войны продолжил службу в Советской Армии. В 1949 году окончил Высшие офицерские лётно-тактические курсы. В 1955 году в звании полковника Герман был уволен в запас. С 1969 года проживал в Виннице. 
Скончался 6 июня 2006 года, похоронен на Центральном кладбище Винницы.
Был также награждён двумя орденами Красного Знамени, орденами Александра Невского и Отечественной войны 1-й степени, а также рядом медалей. В 2005 году награждён орденом Богдана Хмельницкого II степени.